# Visuté zahrady Semiramidiny

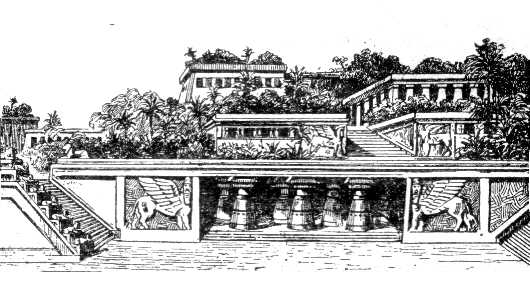
Zahrady Semiramidiny, reprodukce z 20. století

Visuté zahrady Semiramidiny (také označované jako Visuté zahrady babylónské) jsou
v Babylóně řazené mezi sedm divů světa. Postavit je nechala dle legendy královna Semiramis, pravděpodobně je však vybudoval až král Nebukadnesar II. pro svou manželku Amytis.

## Popis stavby
Podle pověsti byly vybudovány pro královnu Amytis, která vyrostla v zelené Médii a stýskalo se jí po horách a rostlinách, a proto Nebukadnesar II. přikázal kolem roku 600 př. n. l. postavit visuté zahrady na terasách paláce, aby ji potěšil. O jejich existenci však neexistují nezvratné důkazy. Zahrady popisovali zejména starořečtí historikové, mimo jiné Strabón a Diodóros Sicilský. Podle zmíněných popisů byly zahrady zavlažovány prameny vody, které stékaly dolů po hradbách a zavlažovaly tak všechny rostliny.
Druhý div světa – okouzlující visuté zahrady královny Semiramis v Babylóně, které svou krásou předčily monumentálnost babylónských hradeb, zikkuratu i Mardukovy cesty.

### Diodór Sicilský
Historik Diodóros Sicilský (50 př. n. l.) píše:
„Visuté zahrady Semiramidiny nebyly vystavěny Semiramis, která založila město, ale pozdějším vládcem, nazývaným Kýros, pro kurtizánu, která pocházela z Persie. Umělá výsadba měla napodobovat perskou zemi. Tato zahrada byla 400 stop čtverečných velká a stoupala až na vrchol hory, kde byla budova a otevřené místnosti, jako je u divadla. Schodiště k zahradě nesly odstupňované oblouky, které podepíraly celou zahradu. Nejvyšší oblouk, na kterém ležela celá plocha zahrady, byl 50 loktů vysoký. Zahrada samotná byla obklopena cimbuřím a valy. Stěny byly mohutné, postavené s nemalou péčí a náklady; byly 22 stop silné a byly v nich 10 stop široké průchody. V několika patrech této stavby byly položeny trámy a velké kameny, každý 16 stop dlouhý a 4 široký. Střecha nad tím vším byla nejprve pokryta rákosím, zalitým množstvím síry (nebo asfaltu), a na to pak byly položeny dvojitě dlaždice spojené tvrdou a odolnou maltou. Nad tím vším byly položeny pláty olova, uložené tak, aby odváděly vodu a základy tak netrpěly hnilobou. Na to vše byla položena zemina v síle dostatečné pro růst největších stromů. Když byla položena půda rovná a hladká, byla osázena všemi druhy stromů, které jak svou krásou, tak i velikostí těšily oko divákovo. Nosné oblouky, které na sebe navazovaly, skrývaly množství místností rozličných tvarů a účelů. Byla tam i místnost se stroji, které přiváděly velké množství vody z řeky Eufrat, a prostřednictvím potrubí, které bylo skryto před zraky pozorovatelů, ji dodávaly až na podstavu se zahradou.“
Toto svědectví, ačkoliv odpovídá nalezenému objektu, možná nebylo založeno na přímém pozorování. Naopak bylo potvrzeno, že pro svá díla použil Diodóros celou řadu starších zdrojů.

### Filón
Podle Filóna se visutými zahradami nazývaly takové zahrady, jejichž rostliny se zdvihaly vysoko do vzduchu. Nacházely se v ní kamenné sloupy, které nesly celou tíhu stavby, zavodňovací systémy, palmové trámy a především nejrůznější rostlinstvo. Její krása předčila všechny známé stavby Babylónu a právem je tedy Strabónem popisována jako jeden ze sedmi divů světa. Ten ji popisoval takto: „Zahrada tvoří čtverec, drží na klenbách spočívajících z kvádrů, postavených na sebe jako kostky. Podstavce jsou vyplněny hlínou, takže na nich mohou růst i největší stromy. Nejvyšší plošina má stupňovité terasy a na nich jsou spirálová čerpadla, která čerpají vodu z Eufratu.“
Nejen pro krásu však byly visuté zahrady Semiramidiny označeny za jeden z divů světa. Zasloužila se o to také originalita myšlenky a zároveň důmyslnost čerpacího zařízení. Přestože se už dnes na tento skvost nemůžeme podívat, zůstaly nám po ní rekonstrukce novodobých odborníků a malířů.

## Objev Roberta Koldeweye
Archeolog Robert Koldewey, objevitel Babylonu, ve městě vykopal zbytky kamenné stavby, která bývá mnohdy s visutými zahradami ztotožňována.
Díky pověstem o Semiramis tedy byly i visuté zahrady považovány za pohádku. Ale Robert Koldewey našel na pahorku Karsu jednoho dne podivné klenby, což by nebylo nic neobyčejného. Byly to však první klenby nalezené v Mezopotámii. Přikázal kopat dělníkům dál a objevoval, jako například sloupy z kamene – kámen byl v Mezopotámii jedním z nejvzácnějších stavebních materiálů, dále studnu, o které se původně mohl domnívat, že je věží nějaké stavby, ale po vykopávkách se prokázalo, že jde opravdu o studni s trojitou spirálovitou šachtou. Jelikož byl Koldewey i znalcem kanalizací, okamžitě ho napadla bláznivá myšlenka. Začal proto hledat informace v dílech Diodóra, Strabóna a Béróssa, ve kterých se dozvěděl, že kamene se použilo při stavbách v celém Babylónu jen dvakrát – na severní straně Kasru, kde už ho objevil a na visutých zahradách Semiramidiných. Současně také prostudoval Strabónův popis zahrad, který se shodoval s průřezem nalezeného komplexu u Karsu.